# Дружество на южноруските художници
Дружеството на южноруските художници (Товарищество южнорусских художников – ТЮРХ) е най-голямото творческо обединение на територията на Украйна в края на 19 и началото на 20 век. То силно влияе и за много години напред определя културния живот в Одеса. Създадено е в града през 1890 г. по образец на групата на Передвижниците от инициативни одески художници. Учредители са Николай Скадовски, Евгений Буковецки, Кириак Костанди, Николай Кузнецов, Генадий Ладиженски, Александър Попов, Афанасий Размарицин и Борис Едуардс. По разбично време поста председател заемат Скадовски (1890 – 1892), Александър Попов (1892 – 1902) и Кириак Костанди (1902 – 1922). Обединението просъществува до 1922 г.

## Създаване
Организационното събрание, на което е гласуван устава на сдружението, се провежда на 11 март 1890 г. Първата изложба е открита на 8 април 1890 г, а втората – през пролетта на следващата година. Едно от съществените достойнства на ТЮРХ е отсъствието на кастово разделение – в изложбите могат да участват както утвърдени академици, така и млади дебютанти, които често са ученици в Одеското рисувално училище. На тях излагат много млади творци от Одеса и Киев.
Младите художници, обаче, отказват да участват на третата изложба, като протест срещу привилегированото положение на учредителите и несправедливото разпределение на доходите между изложителите. До 1919 всяка есен дружеството провежда изложби, на които картини излагат, освен основателите, Пьотър Нилус, Пьотър Гански, Герасим Головков, Тит Дворников и много други. На тях показват свои произведения и художници, които не са членове на ТЮРХ – Иван Айвазовски, Исак Левитан, Иля Репин, Валентин Серов, Леонид Пастернак, Николай Пимоненко, Иван Похитонов, Константин Богаевски, Евгений Лансере, Мартирос Сарян, Ян Станиславски, Николай Фешин и други.

## Обновяване
През 1893 г. Нилус и Буковецки разработват нов устав с желанието да се преодолеят разногласията в обединението. Според него действителните членове запазват правото си да излагат произведенията си без да бъдат разглеждани от журито, както и да избират първи местата на окачване на картините си. Доходите от продажба на билети, каталози и репродукции се разпределят поравно между всички участници, а 5% се отделят като фонд на дружеството. Съставът, управляващ ТЮРХ, е избиран от всички членове с 3-годишен мандат. В първото ръководство влизат Александър Попов (председател), Пьотър Нилус (секретар) и членове Кириак Костанди, Борис Едуардс и Генадий Ладиженски. От 1902 г. несменяем председател става Кириак Костанди.

## Развитие
Почти всички основатели на ТЮРХ са последователи на Передвижниците, а много от тях – и членове на тази организация. Търсенията на южноруските художници са свързани главно с пленерна живопис, но колорита и цветовата интензивност в картините им ги приближават не толкова към передвижниците, колкото към барбизонците и импресионистите.
Дружеството постоянно се попълва с нови членове, голяма част от които са випускници на Одеското рисувално училище. Играе важна роля в обществения и културен живот на Одеса в края на 19 и началото на 20 век. По инициатива на ТЮРХ са създадени Одеското литературно-художествено общество и градският музей (днес Одески художествен музей), където на 1 октомври ежегодно се провеждат изложбите на обединението. На тях преобладават пленерна и жанрова живопис и за целия период от съществуването му участват 350 души.
Освен ежегодните, са провеждани още пролетни изложби за етюди и ескизи (1895, 1896), благотворителни изложби в помощ на засегнатите от слабата реколта (1892, 1899), пътуващи изложби в Харков и Москва (1894, 1895) и изложби на етюди в помещенията на Одеското литературно-художествено общество (1898, 1902). Сред художниците, чийто творчески път започва от ТЮРХ са такива знаменити майстори като Василий Кандински, Натан Алтман, Владимир Баранов-Росине, Давид Бурлюк, Павел Волокидин, Алексей Шовкуненко и други.

## Закриване
През лятото на 1922 година дейността на ТЮРХ се прекратява. Една от важните причини за това е заминаването зад граница на водещи негови дейци, които не очакват нищо добро от настъпилите политически промени. Нилус, Гански, Михаил Лински и В. Коренев-Новоросийски емигрират във Франция, Кузнецов, Алексей Хансен и С. Колесников – в Кралството на сърби, хървати и словенци (от 1929 – Югославия) и други. През същата година членовете на организацията създават новото Художествено общество „Кириак Костанди“.
Днес в Одеския художествен музей са отредени 3 зали за постояння експозиция на произведения на членовете на Дружеството на южноруските художници.